# Simon Fraser, 14:e lord Lovat

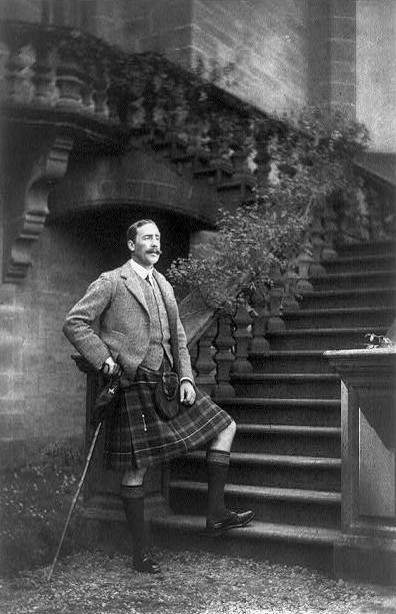
Simon Fraser, 14:e lord Lovat.

Simon Joseph Fraser, 14:e lord Lovat (oftast kallad 16:e lord Lovat), född den 25 november 1871, död den 18 februari 1933, var en skotsk officer, far till Simon Fraser, 15:e lord Lovat och till Hugh Fraser.
Fraser uppsatte under boerkriget en spejarkår av högländare, Lovat Scouts, vilken han själv med utmärkelse anförde. Under första världskriget befordrades han till generalmajor. Han deltog även i det politiska livet, bland annat som medlem av Stanley Baldwins regering 1926-27.